# Джозеф Лайдон
Джозеф Патрік Лайдон (англ. Joseph Patrick Lydon; 2 лютого 1878, Свінфорд, Ірландія — 19 серпня 1937, Сент-Луїс, США) — американський боксер і футболіст, призер літніх Олімпійських ігор 1904.

## Учась у літніх Олімпійських іграх 1904
Спочатку, на Іграх 1904 у Сент-Луїсі Лайдон взяв участь в боксі і змагався в легкій (до 61,2 кг) і напівсередній (до 65,8 кг) вазі. У першій він програв в чвертьфіналі, а у другій він також програв, але через невелику кількість учасників зайняв третє місце і виграв бронзову медаль.
Потім, Лайдон грав за одну з двох команд США з футболу — «Крістіан Бразерс Колледж». Спочатку вона програла Канаді з рахунком 7:0, після чого зіграла в нічию з нульовим рахунком з іншою американською збірною, але все ж виграла з рахунком 2:0 у матчі-переграванні, завдяки чому посіла друге місце і виграла срібні нагороди.

## Титули і досягнення
- Срібний олімпійський призер: 1904